# Signe Eriksson-Högefjord
Signe Wiktoria Eriksson-Högefjord, född 28 april 1913 i Karlanda socken, död den 30 oktober 1996 i Arvika, var Sveriges första kvinnliga pastor.

## Biografi
Signe Eriksson-Högefjord var dotter till skräddarmästare Esaias Eriksson och hans hustru Julia, född Hagström. Efter att ha läst kurser inom ett studieförbund och deltagit i två kortvariga evangelistkurser 1944 och 1945 tjänstgjorde hon som evangelist i Sunne 1945-46. Därefter fick hon en förfrågan att vikariera som pastor i Alsters missionsförsamling utanför Karlstad. Efter en månads vikariat i väntan på en ny manlig pastor beslöt församlingen att anställa Signe Eriksson som sin pastor. Hon blev därmed Sveriges första yrkesarbetande pastor och församlingsföreståndare med ansvar för bland annat predikan, själavård, dop, nattvard och begravning. Eriksson blev erkänd pastor i Svenska Missionsförbundet (numera Equmeniakyrkan) efter ett beslut i samfundet 1950, men hon gick aldrig någon pastorsutbildning och blev inte heller avskild (numera ordinerad) i samfundet, utan bara lokalt installerad i de församlingar där hon arbetade. I Alster tjänstgjorde hon som pastor 1946-50, och därefter har hon varit pastor i Nykvarn och Mariefred 1950-56, Kilsmo, Breven och Bo 1956-63, Skultuna församlingskrets 1963-67, Stavnäs, Stömne, Högerud och Värmskog 1967 och fram till sin pensionering 1978. Hon var ledamot av Värmlands Ansgariiförenings kvinnoråd från 1968. 1969 gifte hon sig med Holger Högefjord.